# 수어사이드 도어

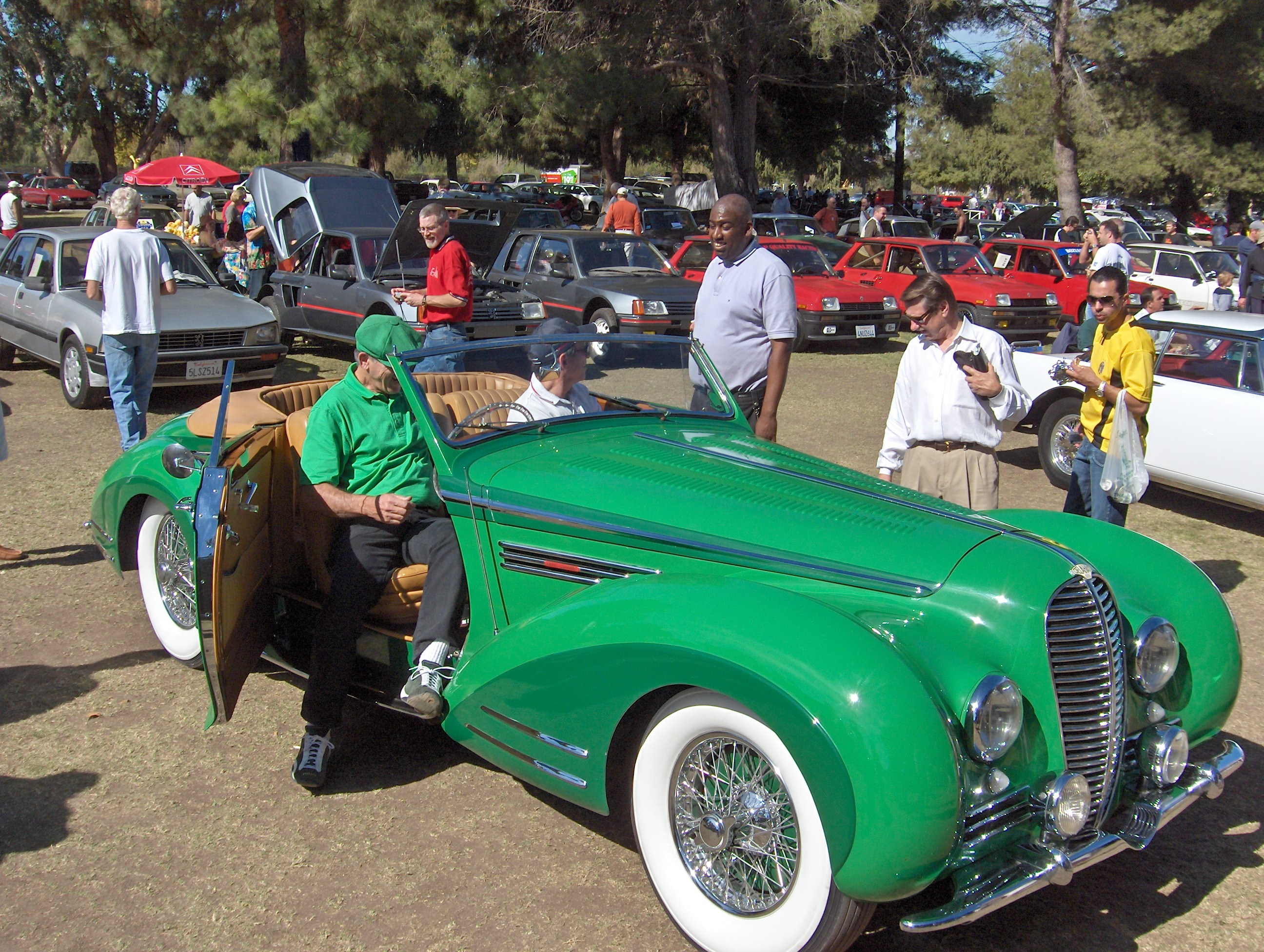
들라예 135의 수어사이드 도어

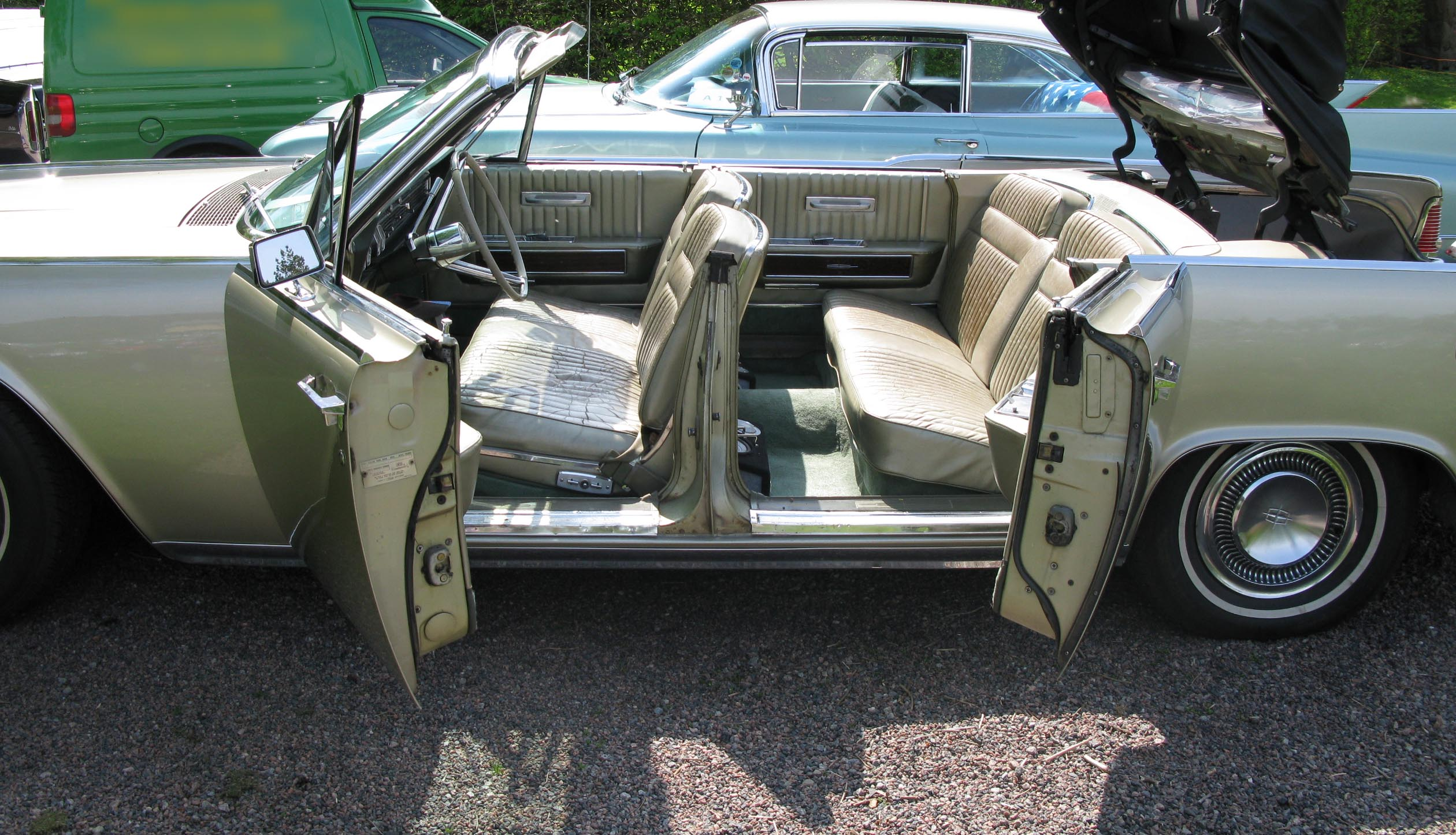
뒷좌석 수어사이드 도어가 열린 링컨 컨티넨탈, 왼쪽 문이 열려있음

수어사이드 도어(영어: Suicide door)는 자동차 문이 전면이 아닌 후면에 경첩이 달린 형태이다. 이러한 문은 원래 마차에 사용되었지만, 현대 차량에서는 거의 찾아볼 수 없는데, 주로 전면 경첩 도어보다 안전성이 떨어지기 때문이다.
차량이 움직이고 있는 상태에서 후면 경첩 도어가 열리면, 공기역학적 항력으로 인해 문이 강제로 열리고, 탑승자는 문을 닫기 위해 손잡이를 잡으려면 차 밖으로 몸을 내밀어야 했다. 당시에는 안전벨트가 흔히 사용되지 않았기 때문에 탑승자가 쉽게 차 밖으로 떨어져 교통사고를 당할 수 있었는데, 여기서 "수어사이드 도어"라는 이름이 유래했다. 또 다른 위험은 주차된 차 옆을 같은 방향으로 빠르게 지나가는 차에서 발생했다. 전면 경첩 도어는 주차된 차에서 뜯겨 나가는 경향이 있지만, 차 밖에 부분적으로 나와 있는 사람이 빠르게 지나가는 차의 경로에 직접적으로 있지 않다면 부상을 피할 수 있었다. 반면 후면 경첩 도어는 강제로 닫히면서 사람을 치게 된다.
처음에는 많은 모델의 표준이었지만, 나중에는 개조차의 개조로도 인기를 얻었다. 자동차 산업 제조업체들은 이 문을 코치 도어(롤스로이스), 플렉스도어(복스홀), 프리스타일 도어(마쓰다), 후면 접근 도어(새턴), 클램셸 도어(BMW) 또는 단순히 후면 경첩 도어라고 부른다.

## 역사

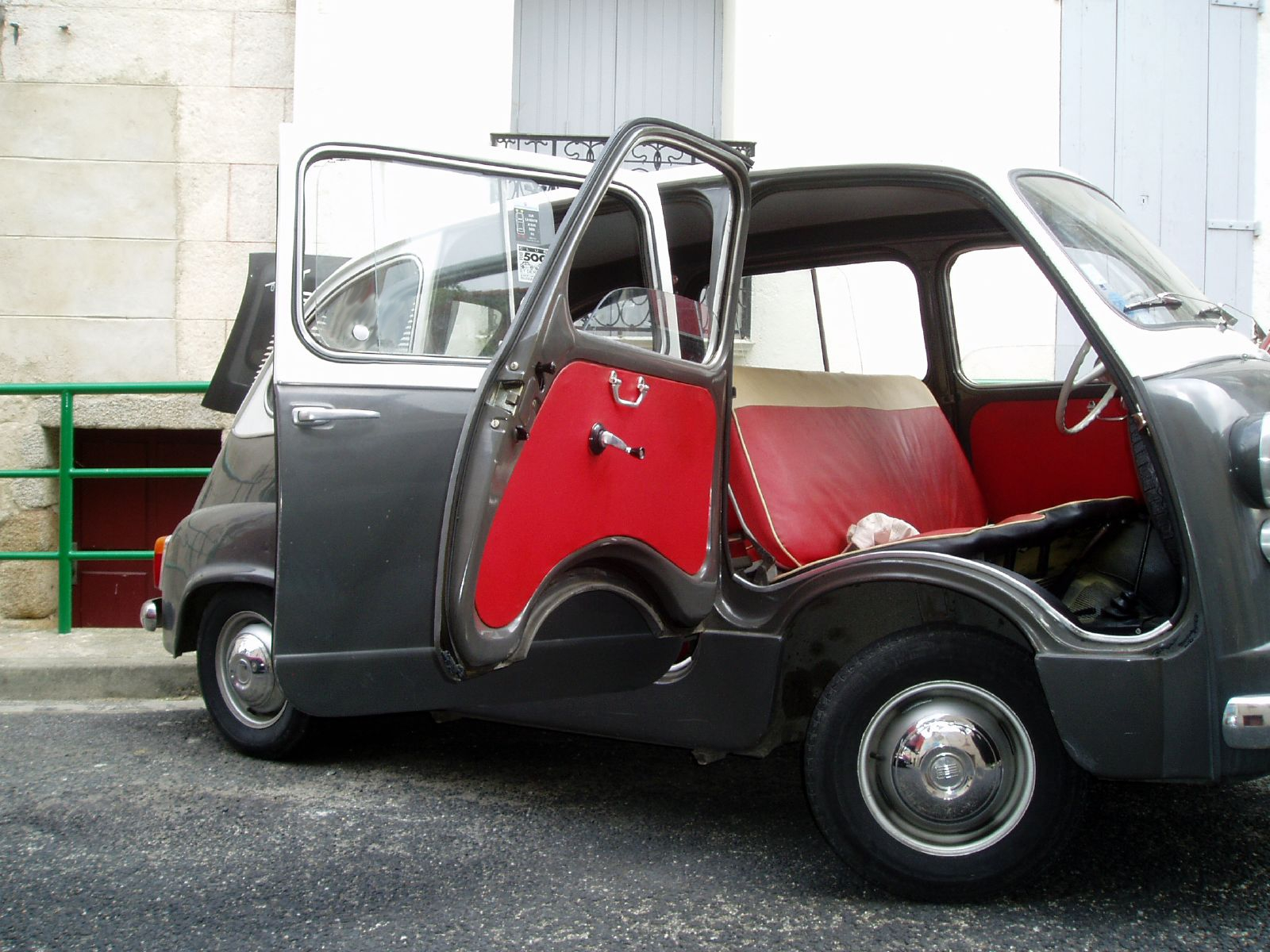
오른쪽 문이 열린 피아트 600 멀티플라의 전면 수어사이드 도어. 4개의 문 모두 B필러에 연결되어 있음.

후면 경첩 도어는 시트로엥 트락숑 아방을 포함하여 20세기 전반기에 제조된 자동차에 흔하게 사용되었다. 안전벨트가 없던 시대에는 이러한 문이 우발적으로 열릴 경우, 전면 경첩 도어와 달리 공기 흐름이 문을 닫는 방향으로 작용하는 것이 아니라 더 활짝 여는 방향으로 작용하여 차량 밖으로 떨어질 위험이 더 컸다.
데이 브라우넬 전 헤밍스 모터 뉴스 편집자에 따르면, 후면 경첩 도어는 특히 1930년대 갱스터 시대에 폭력배들 사이에서 인기가 많았는데, 이는 움직이는 차 주변의 공기가 문을 열린 상태로 유지시켜 움직이는 차량에서 승객을 쉽게 밀어낼 수 있었기 때문이라고 한다.
제2차 세계 대전 이후, 후면 경첩 도어는 주로 4도어 세단의 뒷문에만 국한되었다. 제2차 세계 대전 이후 미국 자동차에서 후면 경첩 도어가 가장 잘 알려진 사례는 링컨 컨티넨탈 4세대 4도어 컨버터블 및 세단(1961년~1969년), 캐딜락 엘도라도 브로엄 (1956년~1959년) 4도어 세단, 포드 선더버드(1967년~1971년) 4도어 세단이었다. 영국의 로버 P4는 후면에 후면 경첩 도어를 사용했다. 독일의 고고모빌 살롱 및 쿠페는 1964년까지 후면 경첩 도어가 달린 2도어 차체를 가졌다. 프랑스 수제작 파셀 베가 엑설런스는 1954년부터 크라이슬러에서 공급받은 헤미 V8 엔진을 장착한 4도어 하드탑을 선보였다.

## 현대적 사용

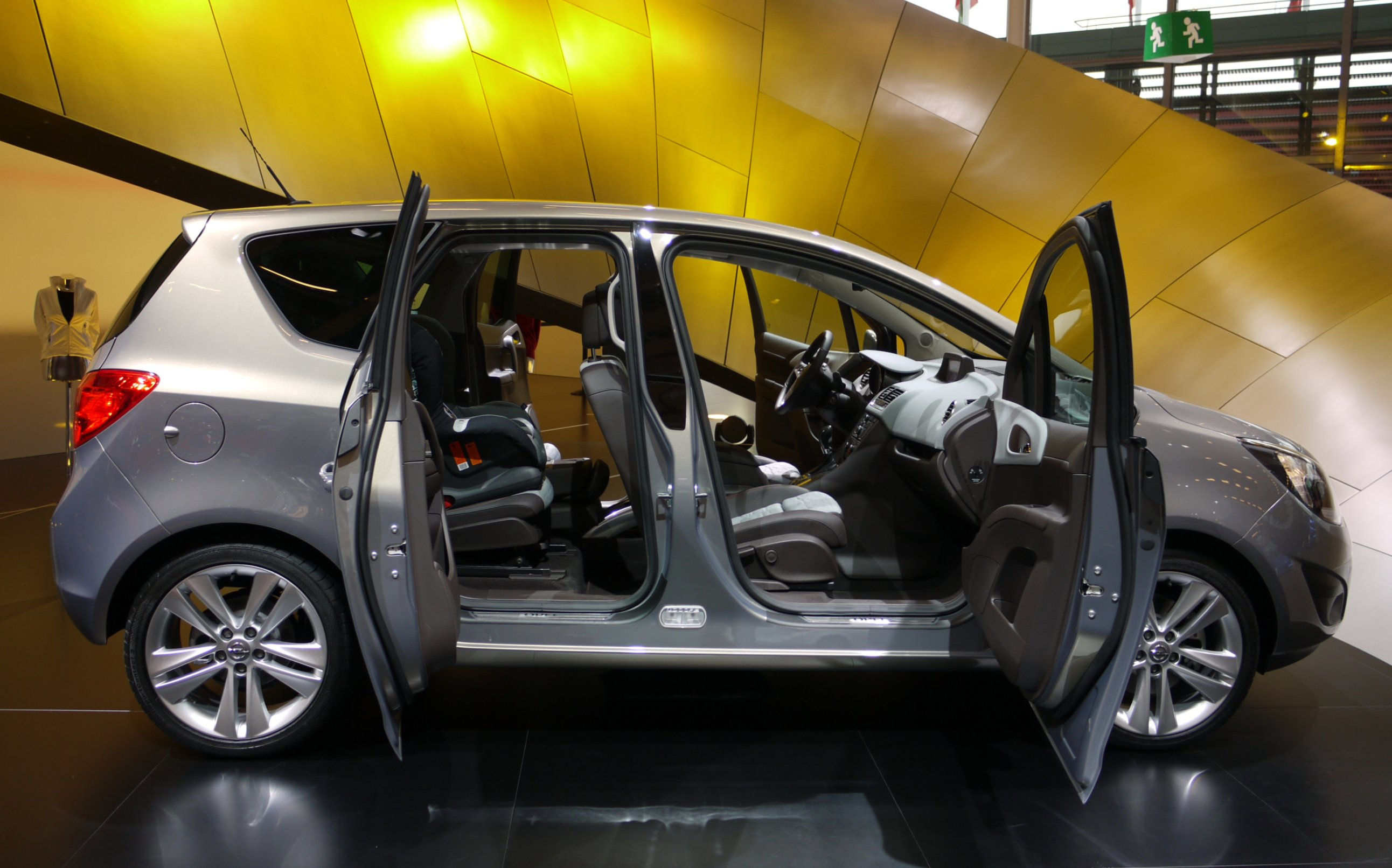
2010년 오펠 메리바

2003년, 새로운 롤스로이스 팬텀은 고급차에 독립적인 후면 경첩 도어를 다시 도입했다. 후면 경첩 도어를 갖춘 다른 고급 모델로는 스파이커 D8과 롤스로이스 팬텀 드롭헤드 쿠페 4인승 컨버터블이 있다. 이러한 도어를 갖춘 가장 최근의 대량 생산 모델은 2010년에 출시된 오펠 메리바이며, 이어서 2018년 롤스로이스 컬리넌과 2018년 싱귤라토 iS6, 2020년 HiPhi X를 포함한 몇몇 중국 전기차가 있다. 링컨은 컨티넨탈 80주년을 기념하여 80대의 한정판 2019년형 컨티넨탈을 "코치 도어"로 제작할 것이라고 발표했다. 2020년 시트로엥 아미 전기차는 운전석에는 수어사이드 도어를, 조수석에는 일반 문을 사용하는데, 이는 문이 좌우 구분이 없는 동일한 유닛이기 때문이다.
2000년대 초반에는 전면 도어에 의해 닫힌 상태로 유지되며, 같은 쪽의 전면 경첩 도어(앞쪽에 경첩이 달린)를 열어야만 열 수 있는 후면 경첩 후면 도어가 여러 차량에 등장했다. 이러한 도어는 클램셸 도어라고 불릴 수 있다. 예를 들어 확장 캡 픽업 트럭, 새턴 SC, 새턴 이온 쿼드 쿠페, 혼다 엘리먼트, 토요타 FJ 크루저, BMW i3, 미니 쿠퍼 클럽맨, 마쓰다 RX-8, 마쓰다 MX-30 및 피아트 500 3+1이 있다.
후면 승객 후면 경첩 도어는 오랫동안 오스틴 FX4 런던 택시에 사용되었지만, 후속 모델인 TX1, TXII, TX4에서는 단종되었다가 2018년 LEVC TX에서 다시 도입되었다.
몇몇 컨셉트 카는 후면 경첩 도어를 특징으로 했다. 예를 들어 링컨 C는 B필러가 없는 해치백으로 후면에 후면 경첩 도어가 있으며, 카본 모터스 코퍼레이션 E7은 경찰차로 경찰관이 수갑을 찬 승객을 뒷좌석에 태우거나 내리도록 돕기 위해 후면 경첩 도어가 설계되었다. 기아 나이모, 전기차 컨셉트 카도 후면 수어사이드 도어를 가지고 있다.
수어사이드 도어를 생산한 다른 자동차 제조업체로는 시트로엥, 란치아, 오펠, 파나르, 로버, 사브, 새턴, 스코다, 스터드베이커, 페라리, 마쓰다, 폭스바겐 등이 있다.

수어사이드 도어
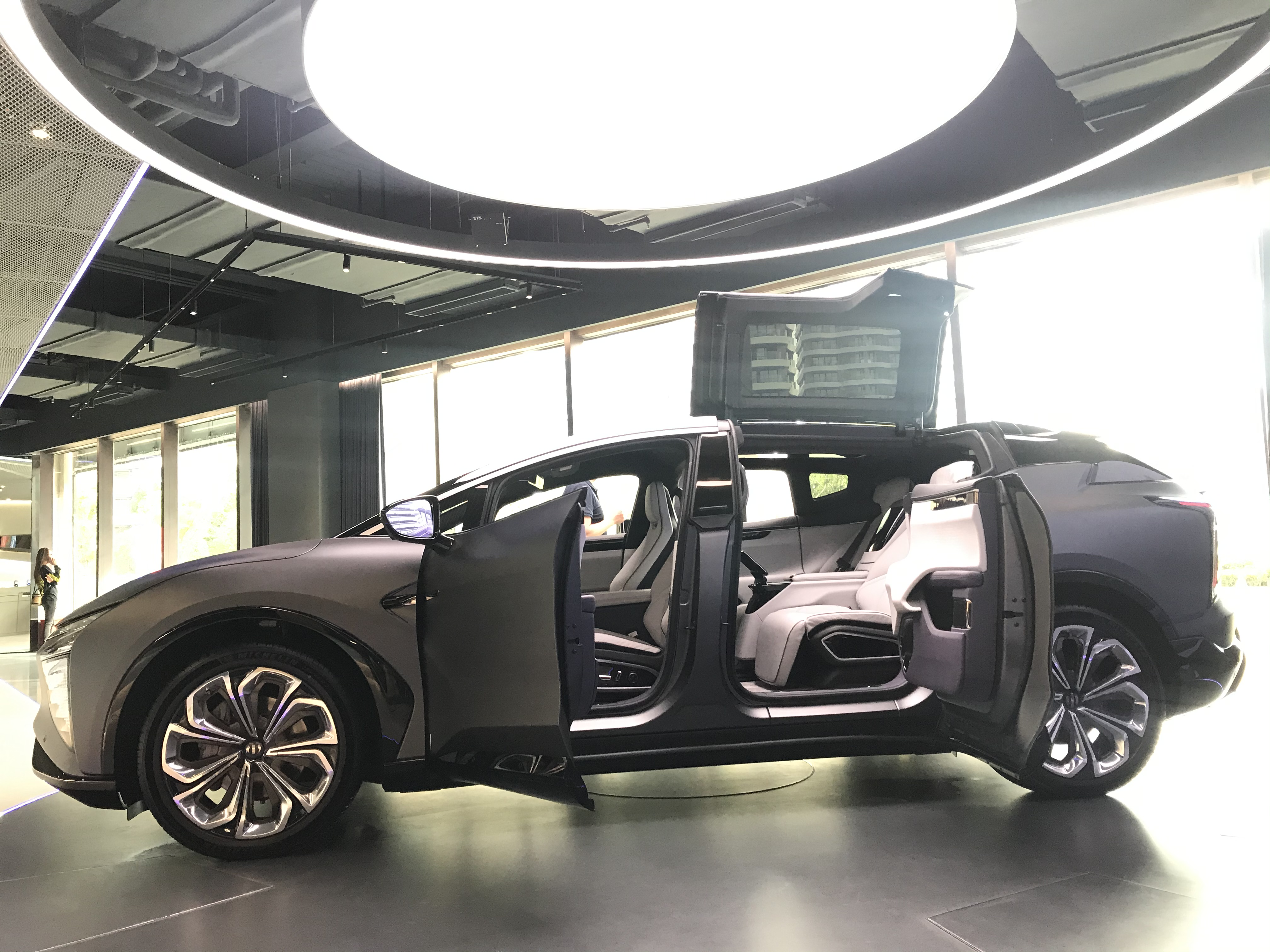
2021년 하이파이 X
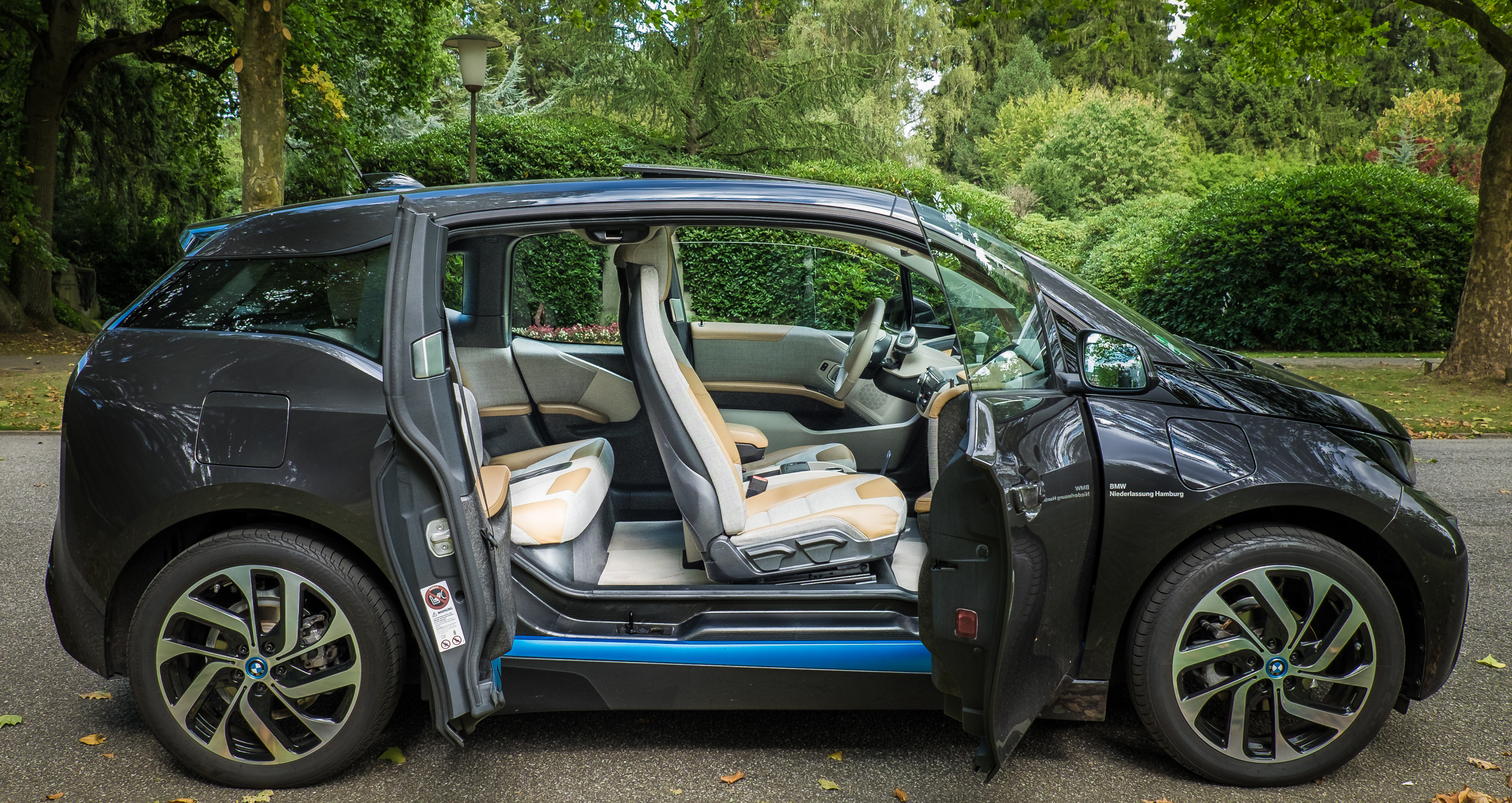
2013년 BMW i3
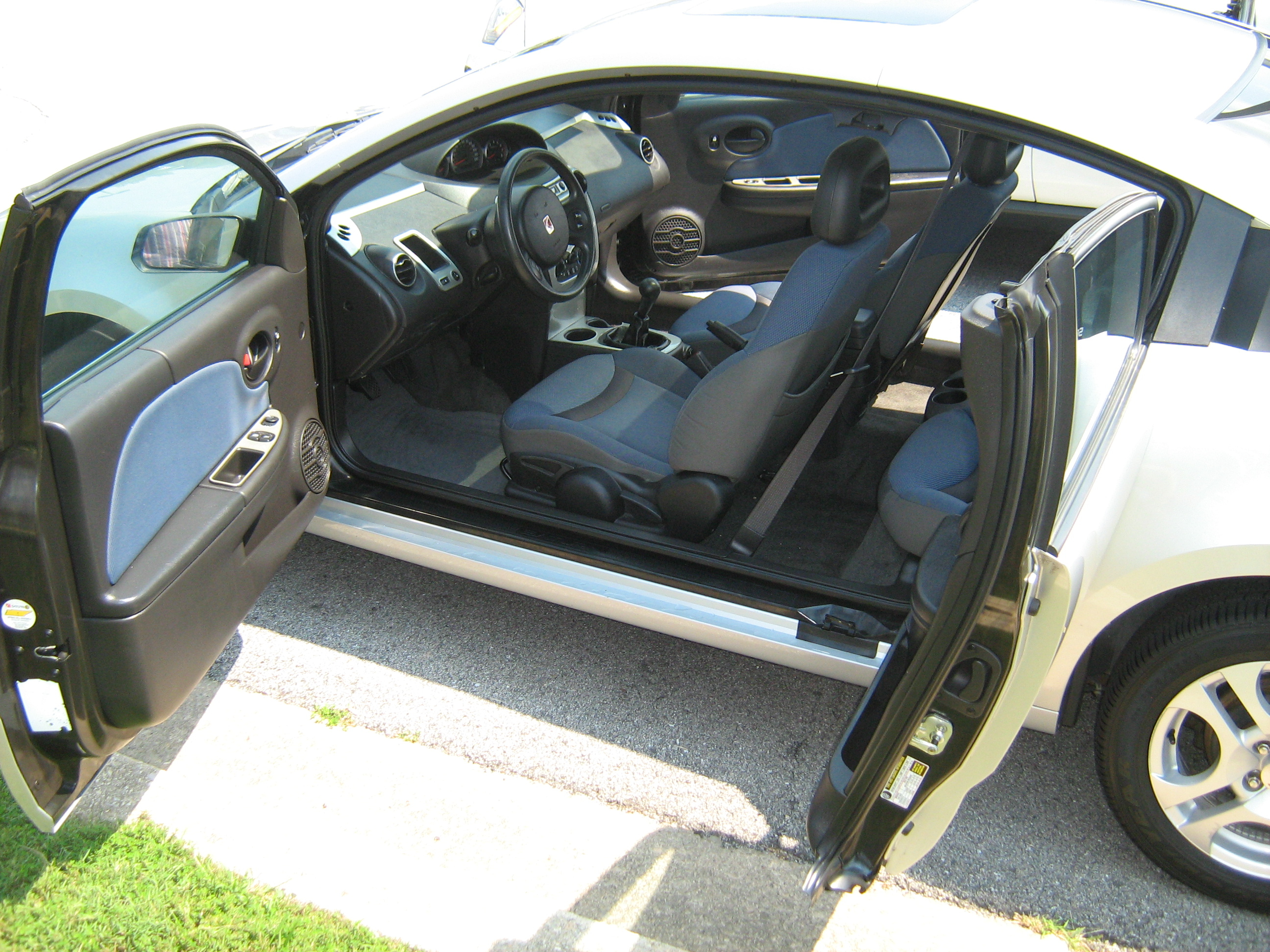
새턴 이온 쿼드 쿠페 2002년~2007년
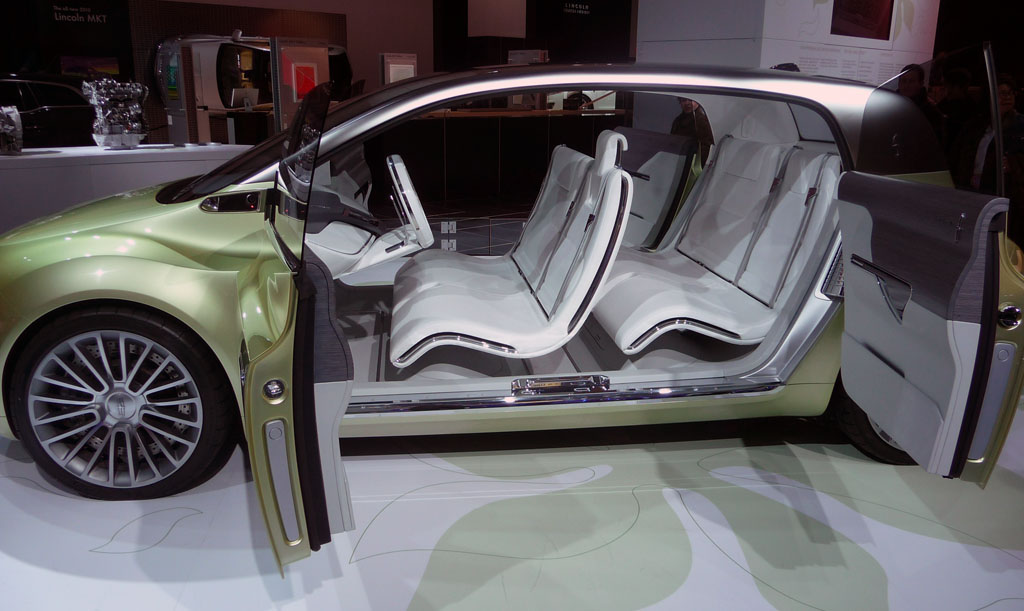
2009년 링컨 컨셉트카 (링컨 C)의 후면 수어사이드 도어, 왼쪽 문이 열려 있음. B필러가 없어 A필러와 C필러 두 개만 있음.

## 장점

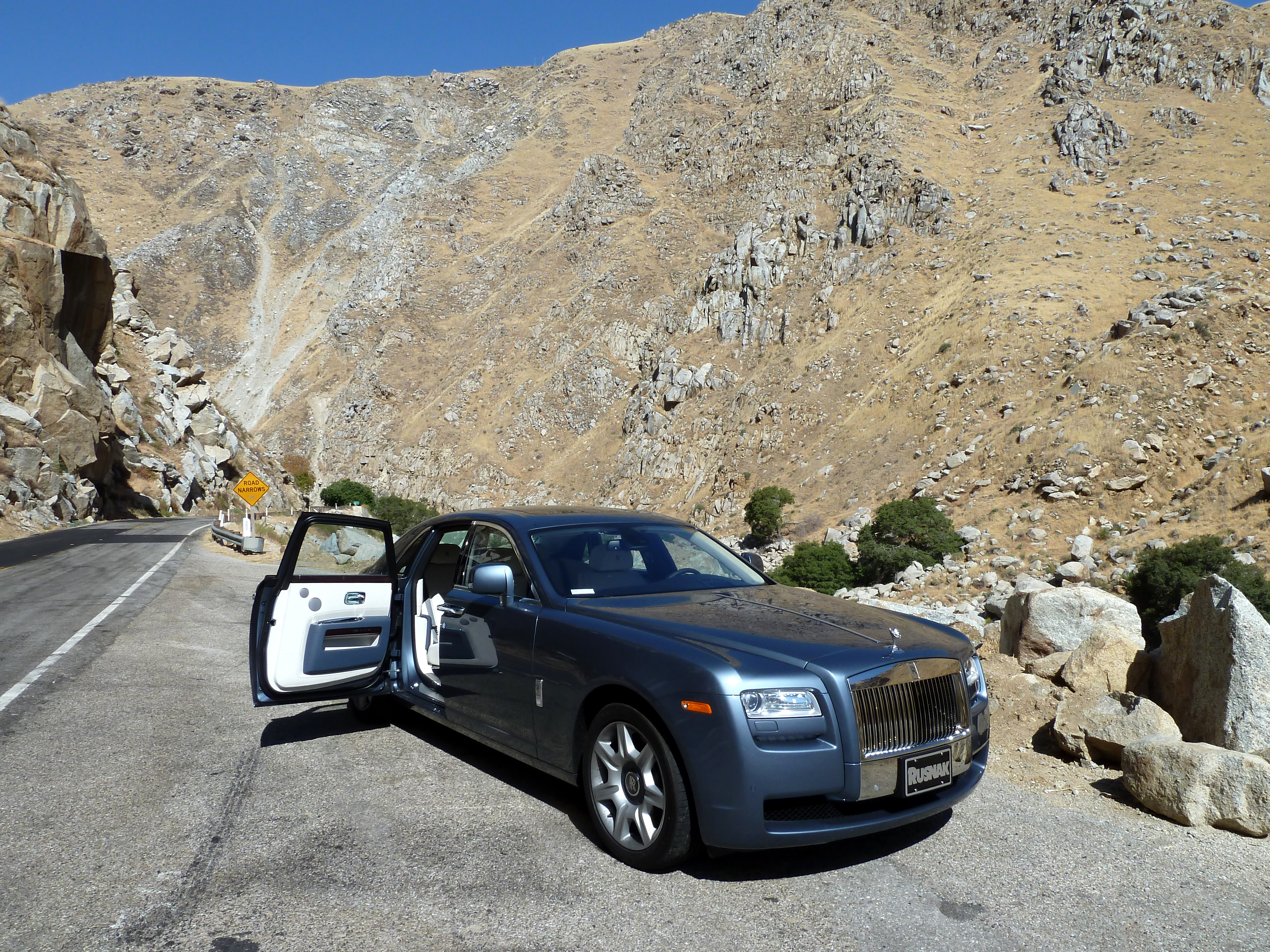
롤스로이스 고스트의 열린 후면 수어사이드 도어

후면 경첩 도어는 차량에 탑승하고 내리기를 더 쉽게 만들어주며, 승객이 몸을 돌려 앉거나 앞으로 나와 발을 내딛으며 내릴 수 있도록 한다. 이는 위엄 있는 등장을 필요로 하는 승객에게 중요하다. 영국의 State Bentley는 일반적인 것보다 더 넓고 매우 활짝 열리는 후면 개방형 승객 도어를 가지고 있어 군주가 위엄 있게 차에서 내릴 수 있도록 한다.
전면 전통 문과 결합하면 후면 경첩 도어는 운전사가 뒷문에 더 쉽게 접근할 수 있도록 한다. 오스틴 FX4 택시에서는 운전사가 차량 밖으로 나가지 않고도 운전석 창문을 통해 후면 외부 도어 핸들에 손을 뻗을 수 있었다.
후면 경첩 도어는 또한 기존 도어보다 차량 뒷좌석에 어린이용 카시트를 설치하는 데 더 좋은 위치를 제공하며, 미니밴에 흔히 사용되는 슬라이딩 도어보다 만들기가 더 간단하고 저렴하다. 2010년에 출시된 오펠 메리바 B 콤팩트 MPV는 이러한 문을 가지고 있었다.
전면 경첩식 전면 도어와 후면 경첩식 후면 도어의 조합은 B필러 없이 디자인을 가능하게 하여 차량에 탑승하고 내릴 수 있는 넓은 개구부를 만든다.

## 단점

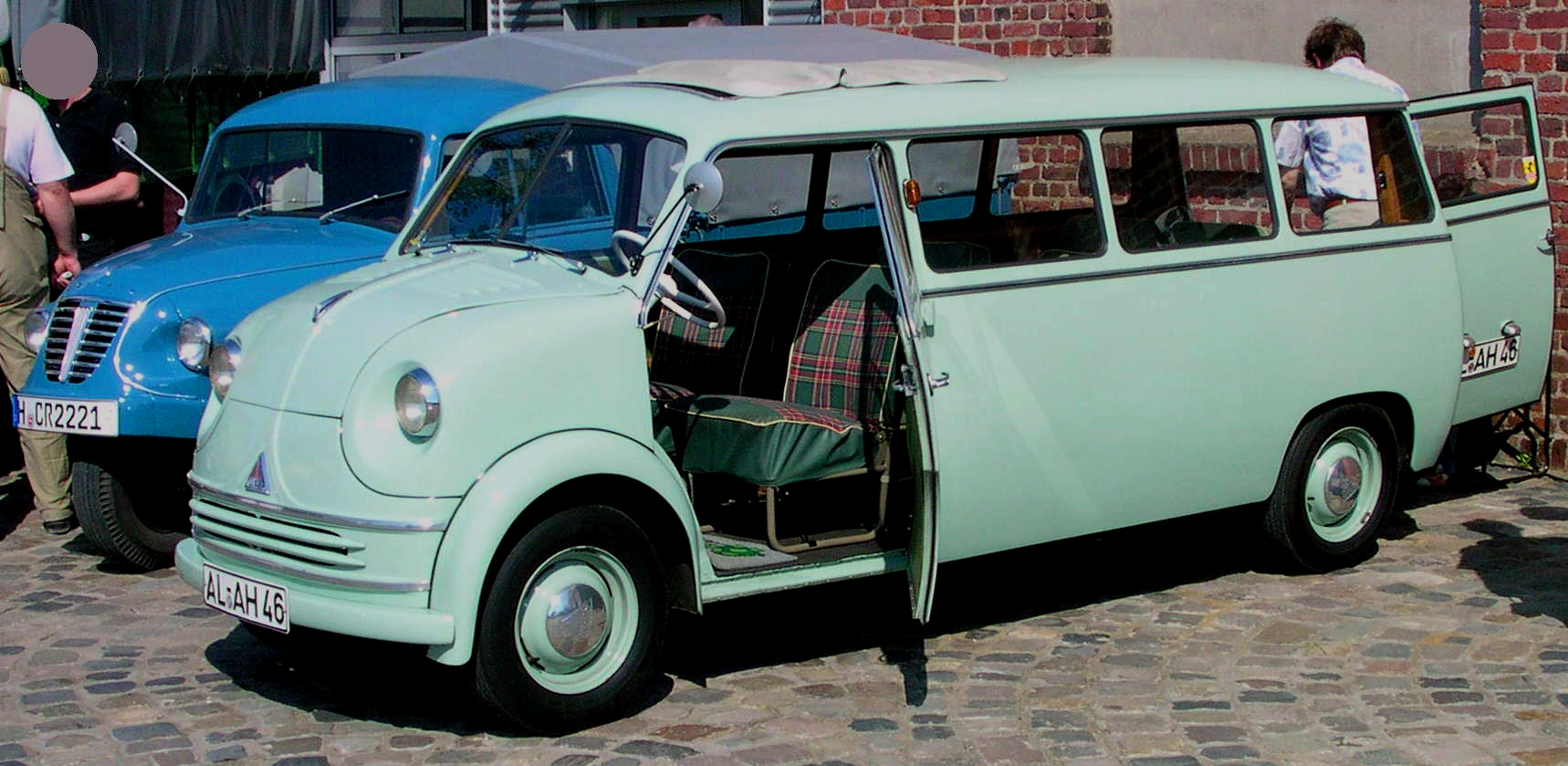
전면 수어사이드 도어가 달린 로이드 LT 600 밴

전면 도어가 후면 수어사이드 도어에 바로 인접해 있을 경우, 사람들이 전면 및 후면 도어를 동시에 사용하려고 하면 차량에 승하차하기가 불편할 수 있다.
또한 여러 가지 안전 위험이 있다.
- 오래된 자동차에서 공기역학적 요인으로 인해 고속에서 후면 경첩 도어가 강제로 열리는 문제. 1969년 컨슈머 리포트는 스바루 360에서 이 문제를 보고했다.[16]
- 안전벨트를 착용하지 않은 사람이 움직이는 코치 도어 차량에서 떨어질 경우, 문에 걸려 빠른 속도로 도로를 끌려가 심각한 부상을 입을 수 있다.
- 사람이 평행 주차된 차량에서 내리는 동안 후방에서 차량이 문을 칠 경우, 문이 뜯겨 나가는 대신 사람이 깔릴 수 있다.

자동차 제조업체들은 안전벨트 및 전면 경첩 도어가 열려야 후면 경첩 도어가 열리도록 하는 잠금장치와 같은 안전 기능을 통해 이러한 위험을 완화한다.

## 같이 보기
- 버터플라이 도어
- 캐노피 도어
- 걸윙 도어
- 비표준 도어 디자인 차량 목록
- 시저 도어
- 슬라이딩 도어
- 스완 도어